# Siler
Siler Simon, 1889 è un genere di ragni appartenente alla famiglia Salticidae.

## Distribuzione
Le otto specie note di questo genere sono diffuse in Asia orientale, in particolare sono stati rinvenuti esemplari in Cina, Giappone, Filippine, Coree, Vietnam e Sri Lanka.

## Tassonomia
Unico genere appartenente alla tribù Silerini, questo genere è considerato un sinonimo più antico di Silerella Strand, 1906 a seguito di alcuni studi dell'aracnologo Jerzy Prószynski del 1984, 1985 e 2002
A maggio 2010, si compone di otto specie:
- Siler bielawskii Zabka, 1985 — Cina, Vietnam
- Siler collingwoodi (O. P.-Cambridge, 1871) — Cina
- Siler cupreus Simon, 1889[2] — Cina, Corea, Taiwan, Giappone
- Siler flavocinctus (Simon, 1901) — Singapore
- Siler hanoicus Prószynski, 1985 — Vietnam
- Siler pulcher Simon, 1901 — Malesia
- Siler semiglaucus (Simon, 1901) — dallo Sri Lanka alle Filippine
- Siler severus (Simon, 1901) — Cina